# Suriana maritima
Pour les articles homonymes, voir Bois matelot.
Genre
Espèce
Classification APG III (2009)
Suriana maritima est une espèce de plantes à fleurs de la famille des Surianaceae. C'est un arbuste naturellement présent sur de nombreux rivages tropicaux. C'est l'une des espèces connues aux Mascareignes sous le nom de bois matelot. C'est l'unique espèce du genre Suriana.

## Description
- Arbuste atteignant 1 à 2 mètres de haut.
- Fleurs solitaires jaunes à 5 pétales, 5 sépales et 5 étamines

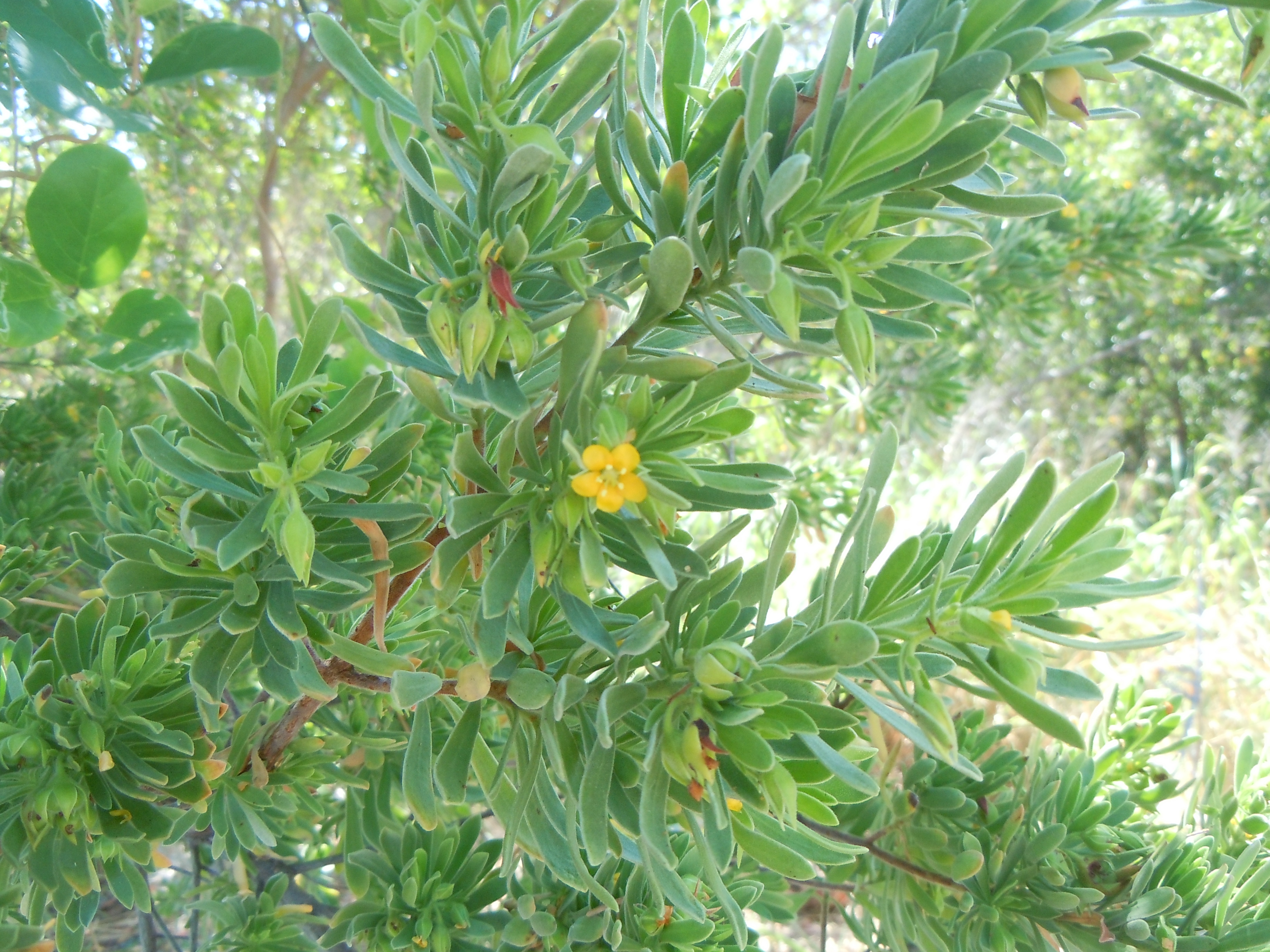
Suriana maritima dans les dunes d'une caye à Cuba
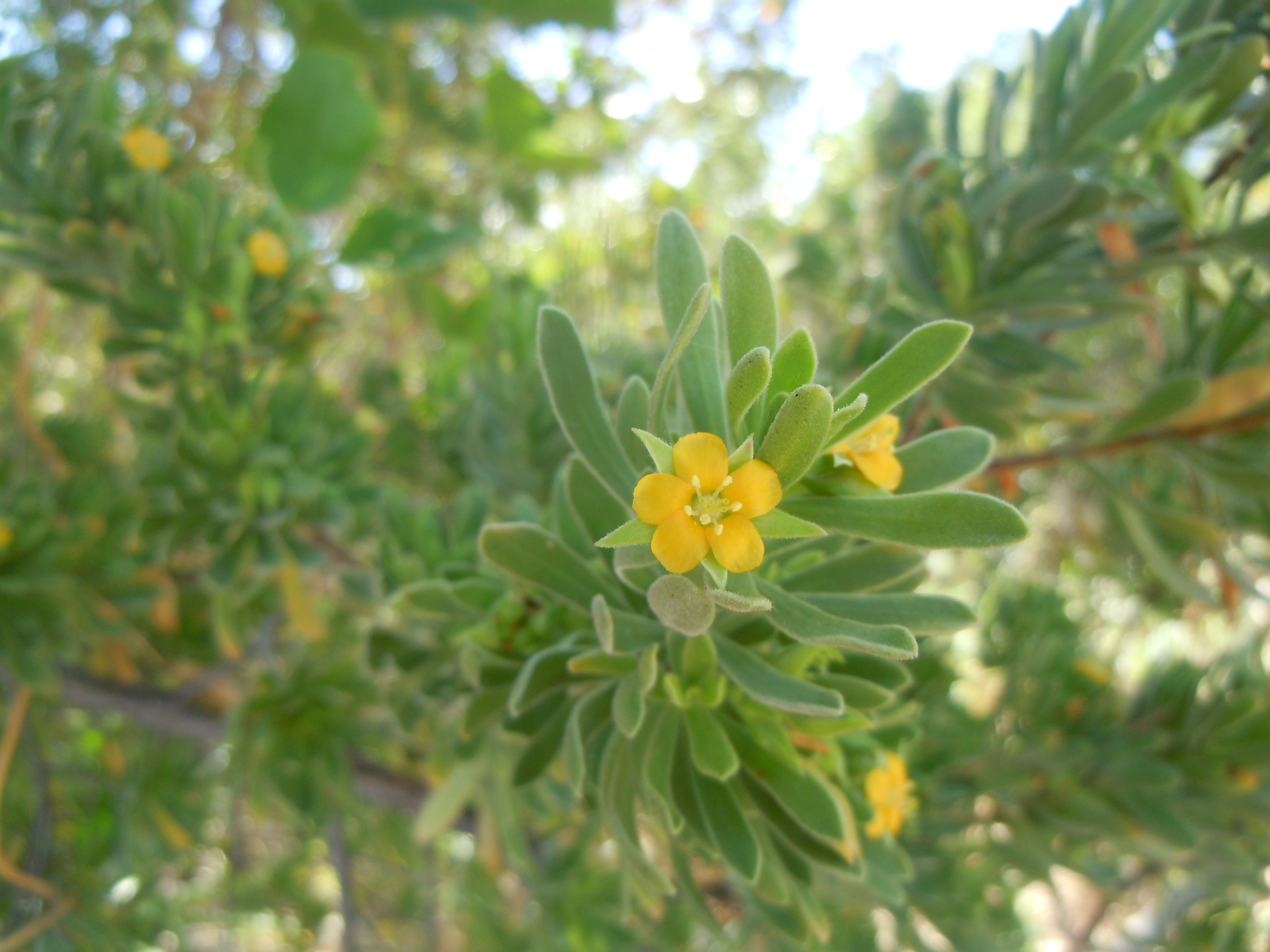
Vue d'une fleur

### GenreSuriana
- (en) Flora of China :  Suriana
- (en) Madagascar Catalogue :  Suriana
- (en) Flora of Pakistan :  Suriana
- (en) Tree of Life Web Project : Suriana
- (en) Catalogue of Life : Suriana L. (consulté le 7 avril 2023)
- (fr) Tela Botanica (La Réunion) : Suriana
- (fr + en) ITIS : Suriana  L.
- (en) NCBI : Suriana (taxons inclus)
- (en) GRIN : genre Suriana  L.  (+liste d'espèces contenant des synonymes)

### EspèceSuriana maritima
- (en) Flora of China :  Suriana maritima
- (en) Madagascar Catalogue :  Suriana maritima
- (en) Flora of Pakistan :  Suriana maritima
- (en) Catalogue of Life : Suriana maritima L. (consulté le 14 avril 2023)
- (fr) Tela Botanica (La Réunion) : Suriana maritima  L.
- (fr) Tela Botanica (Antilles) : Suriana maritima  L.
- (fr + en) ITIS : Suriana maritima  L.
- (en) JSTOR Plants : Suriana maritima L.
- (en) NCBI : Suriana maritima (taxons inclus)
- (en) GRIN : espèce Suriana maritima  L.
- (en) JSTOR Plants : Suriana maritima